# Президентство Нурсултана Назарбаева
Президентство Нурсулта́на Назарба́ева — период с 16 декабря 1991 года по 20 марта 2019 года, в течение которого Нурсултан Абишевич Назарбаев был президентом Республики Казахстан, после победы на президентских выборах в стране 1991 года, набрав 98,78 % голосов, за две недели до независимости Казахстана. В общей сложности, Назарбаев правил пять сроков до своей отставки в 2019 году.

## Во главе Казахской ССР

### Первый секретарь ЦК Компартии
В декабре 1986 года после снятия казаха Динмухамеда Кунаева с должности первого секретаря Центрального комитета Коммунистической партии Казахстана и назначения на его место русского Геннадия Колбина в Алма-Ате произошли беспорядки («Декабрьские события»). Демонстрации казахской молодёжи, которая выступала против Колбина (так как он не имел никакого отношения к Казахстану), были подавлены властями. Участники мирного митинга требовали назначить на должность главы республики представителя коренного населения. Позже волнения казахской молодёжи прошли и в других городах и регионах Казахстана.
В своих мемуарах лидер СССР Михаил Горбачёв позже признал кадровую ошибку с назначением Колбина в Казахстан.
Рассматривался ряд кандидатур, которые выдвигались на должность первого секретаря Центрального комитета Компартии Казахстана. И 22 июня 1989 года на эту должность был избран Нурсултан Назарбаев. Среди руководства ЦК КПСС были и оппоненты назначения Назарбаева, утверждающие, что «Назарбаев неудобный», способный выйти из подчинения и стать неуправляемым. Тогда Горбачев возразил им одной фразой: «Лучше один неудобный Назарбаев, чем весь неудобный Казахстан». В итоге, в результате закрытого, тайного голосования кандидатуру Назарбаева из 158 членов Центрального комитета поддержали 154.

#### Перестройка
Экономический кризис

### Президентство в Казахской ССР (1990—1991)
24 апреля 1990 года Верховным Советом Казахской ССР на сессии была учреждена должность Президента Казахской ССР, принят Закон «Об учреждении поста Президента Казахской ССР и внесении изменений и дополнений в конституцию (основной закон) Казахской ССР». Президентом Казахской ССР был избран Нурсултан Назарбаев. На момент избрания Назарбаев уже руководил Казахстаном с 22 июня 1989 года в должности Первого секретаря ЦК Коммунистической партии Казахской ССР.
Летом 1991 года в ходе подписания нового Союзного договора с Михаилом Горбачёвым и Борисом Ельциным была достигнута договорённость, что Назарбаев может занять пост председателя правительства Союза Суверенных Государств, однако Августовский путч ГКЧП помешал этим планам. Назарбаев выступал за превращение СССР в конфедерацию.
28 августа на Пленуме ЦК КП Казахстана президент Назарбаев заявил о своём выходе из КПСС.

#### Закрытие Семипалатинского ядерного полигона
Информация о полигоне была впервые обнародована в период гласности. До этого даже у первого секретаря ЦК Компартии Казахстана не было возможности ни посетить полигон, ни вмешаться в ситуацию на нём. По воспоминаниям Назарбаева, через несколько месяцев после аварии на Чернобыльской АЭС из Москвы пришло поручение расширить территорию Семипалатинского полигона за счёт территории Талды-Курганской области. Однако Назарбаев отказался подписывать документ и вызвал в Алма-Ату председателя Талды-Курганского облисполкома Сеилбека Шаумаханова, поручив ему распространять слух о расширении полигона и провести митинг протеста «неожиданно собранной» общественности. Большую роль сыграло также участие первого секретаря Семипалатинского обкома Компартии Казахстана Кеширима Бозтаева, который согласовав с республиканским руководством, 20 февраля 1989 года отправил телеграмму в ЦК КПСС на имя М. С. Горбачёва с просьбой «поручить соответствующим министерствам и ведомствам временно приостановить или резко сократить частоту и мощность взрывов, а в дальнейшем перенести ядерные испытания в другое, более приемлемое место». Параллельно КГБ республики сообщал Москве, что протестное настроение усиливается и возможно повторение декабрьских событий в Алма-Ате 1986 года, но в масштабах всей республики. В итоге, было принято решение отказаться от расширения полигона.

30 мая 1989 года Назарбаев, выступил на пленарном заседании Верховного Совета СССР:
Особо хочу сказать о Семипалатинском ядерном полигоне, действующем с 1949 года и начавшем взрывы сначала в атмосфере. Население вокруг с тех пор возросло в четыре раза. Но военные готовы убедить нас чуть ли не в полезности испытаний для здоровья людей. Мы понимаем, что это сегодня государственная необходимость. Но надо же провести настоящий глубокий анализ влияния атомных взрывов на окружающую среду и рассказать об этом людям.
Одним из первых решений Нурсултана Назарбаева стало закрытие Семипалатинского полигона, а затем и полный отказ от 4-го в мире арсенала ядерного оружия — 29 августа 1991 года Семипалатинский полигон был полностью закрыт правительством Казахской ССР. В тот же день Назарбаев объявил об открытии специальной сессии парламента по обсуждению закрытия полигона без согласия руководства СССР. Обсуждение началось утром, и закончилось вечером. В конце обсуждения некоторые депутаты и руководители Семипалатинской области просили провести ещё несколько взрывов, чтобы получить материальную компенсацию для региона, неформально обещанную в Москве. В заключительном слове, президент сказал, что берёт ответственность на себя и, пользуясь своими полномочиями, подписал указ о закрытии полигона прямо на сессии.
В 1994 по проекту «Сапфир» из Казахстана в США было вывезено ядерное топливо.

#### Попытки сохранения СССР
Референдум о сохранении СССР
Проект «Нового союзного договора»

## Первый президентский срок (1991—1999)

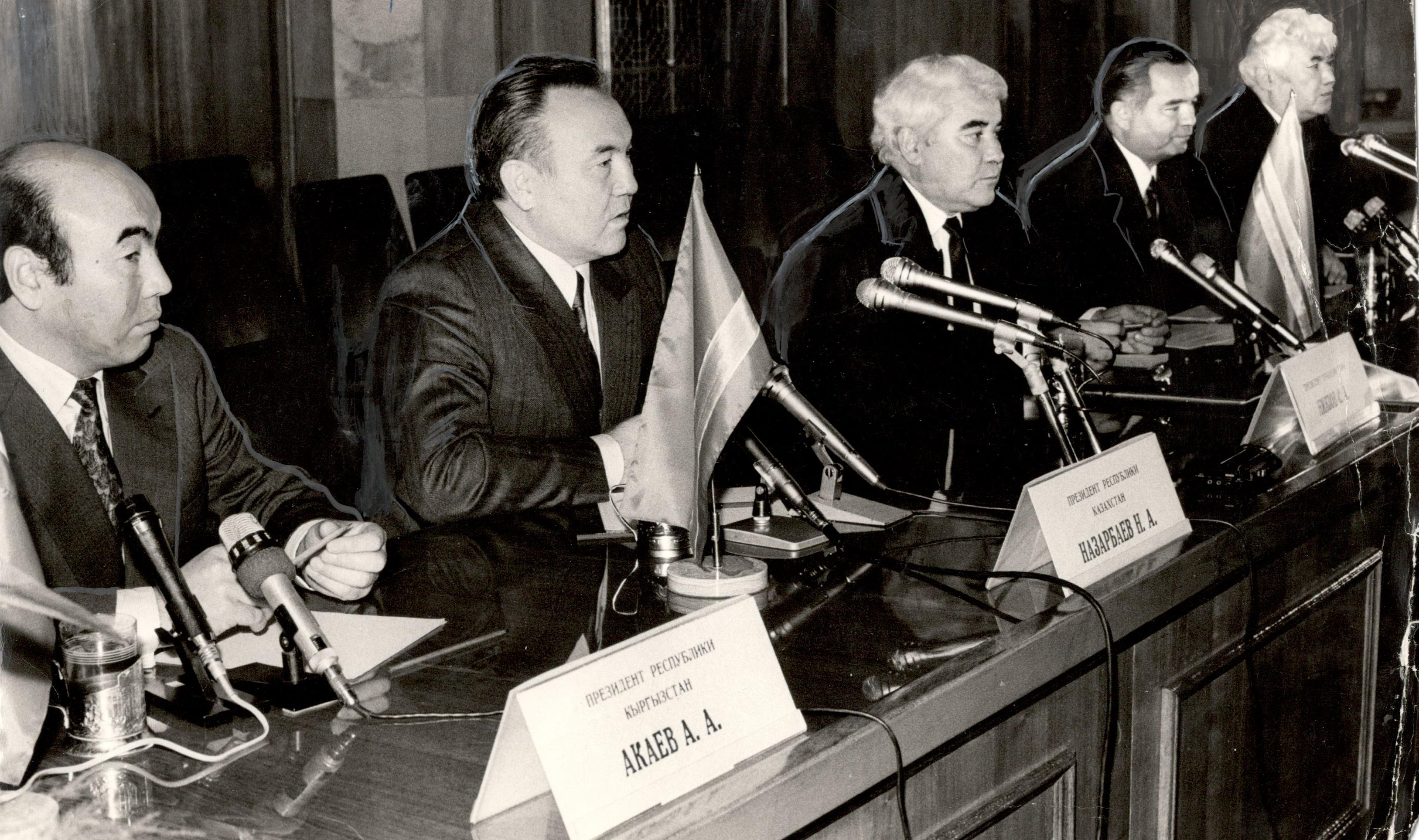
Слева направо: Президент Кыргызстана Аскар Акаев, Президент Казахстана Нурсултан Назарбаев, Президент Туркменистана Сапармурат Ниязов, Президент Узбекистана Ислам Каримов и Президент Таджикистана Рахмон Набиев

### Избрание и провозглашение независимости
1 декабря 1991 года в стране состоялись первые всенародные выборы президента Казахстана, на которых Нурсултан Назарбаев получил поддержку 98,78 % избирателей. И уже спустя 2 недели, 16 декабря 1991 года Верховный Совет государства принял закон «О государственной независимости Республики Казахстан», затем Казахстан официально стал независимым государством от СССР и Назарбаев стал первым президентом Республики Казахстан. Спустя 5 дней после провозглашения независимости, новый президент подписал Алма-Атинскую декларацию о целях и принципах СНГ, которая подтвердила полное упразднение СССР.

### Государственные символы

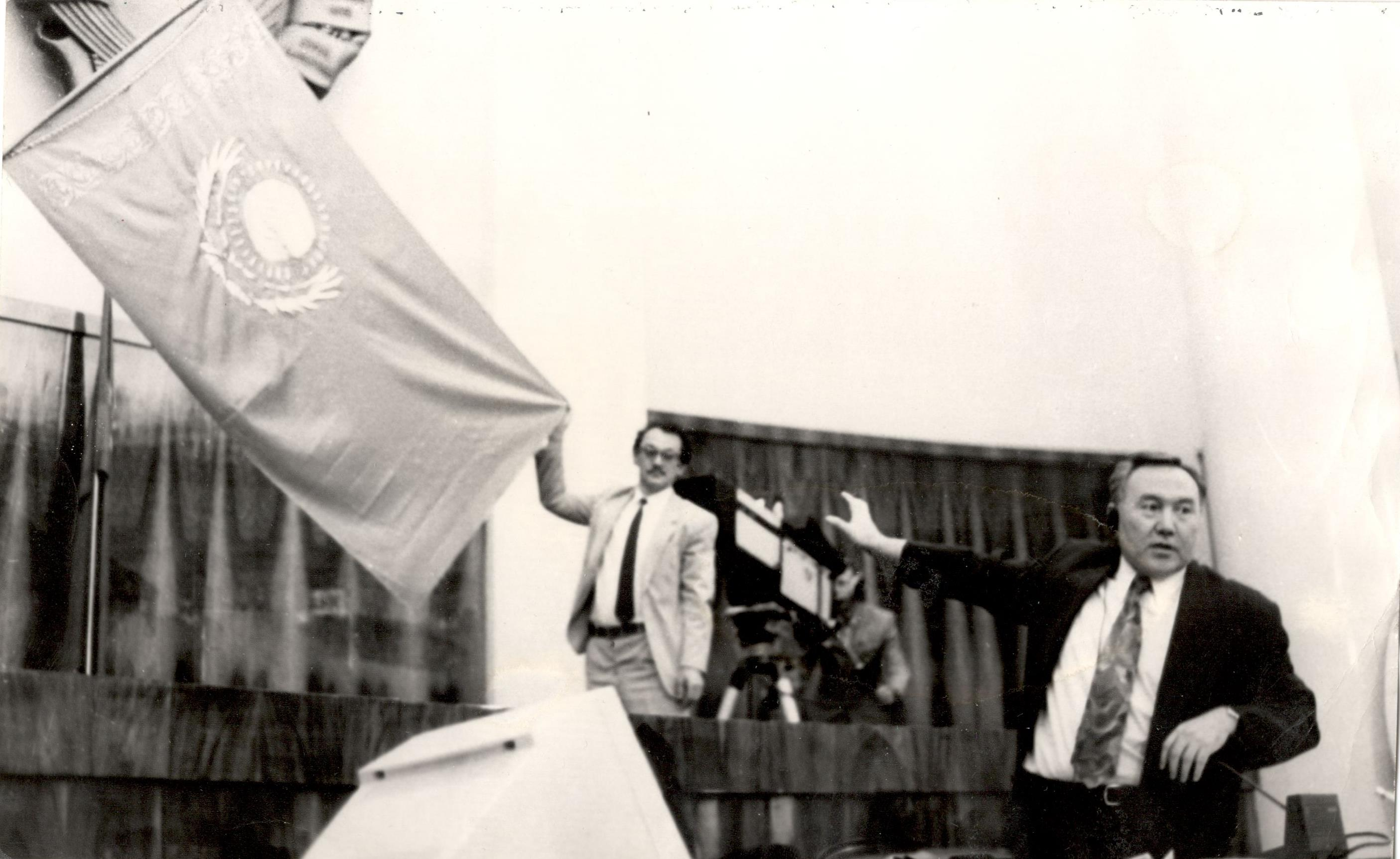
Нурсултан Назарбаев представляет образец флага Республики Казахстан перед депутатами Верховного Совета Казахстана

#### Принятие флага Республики Казахстан
До 4 июня 1992 года в стране официально использовался флаг Казахской ССР. В 1992 году в результате конкурса был выбран вариант казахского художника Шакена Ниязбекова. В конкурсе также участвовали художники из Казахстана, стран СНГ, Монголии, Германии, Турции и многих других стран. 4 июня 1992 года Нурсултан Назарбаев подписал закон «О Государственном флаге Республики Казахстан». Изначально в этот же день был представлен и утверждён флаг, с красным орнаментом другой формы формы и сдвинутыми влево беркутом и солнцем. Однако позже, после критики Нурсултана Назарбаева, красный цвет из флага был удалён и изменён на желтый цвет законом о флаге РК. 6 июня новый флаг был официально утверждён как официальный и был поднят над резиденцией президента Казахстана. Автор флага Шакен Ниязбеков после утверждения флага перерисовал орнамент и данный переработанный орнамент на флаге существует и по сей день.

#### Герб Республики Казахстан
4 июня 1992 года, в тот же день когда Назарбаев подписал закон «О Государственном флаге Республики Казахстан», он также утвердил герб страны. Авторами герба страны являются двое известных архитекторов: Жандарбек Малибеков и Шот-Аман Уалиханов. В финальном конкурсе принимали участие 245 проектов и 67 описаний будущего герба. В 1996 году был утверждён новый и перерисованный герб Казахстана. И уже в 2018 году в герб внесли изменения: вместо прежнего кириллического написания «ҚАЗАҚСТАН» используется латинизированное «QAZAQSTAN».

### Вывоз ядерного топлива в США
Ядерные испытания на северо-востоке Казахстана в результате холодной войны и гонки вооружений между СССР и США привели к распространению негативных настроений в отношении ядерного оружия среди граждан Казахстана. Развитие проблем здравоохранения, а также принятие горбачевской кампании гласности вызвали общественное антиядерное движение в стране.
Независимость Казахстана ознаменовалась появлением лидеров, которые стремились отличиться от бывшей коммунистической власти. Будучи частью СССР, Казахстан в 1990-е годы сильно зависел от отношений с Россией. Поскольку в стране проживали миллионы этнических русских, лидеры Казахстана не хотели оглашать проблемы, связанные с влиянием России на их экономику, заводы и технологии.
Высокопоставленные лица желали убрать советское ядерное топливо, потому что у Казахстана не было возможностей для поддержания ядерного оружия в хорошем состоянии. 29 августа 1991 году был закрыт Семипалатинский ядерный полигон.
Ещё до распада СССР Назарбаев объявил, что страна станет безъядерным государством, как только её примут в ООН. В мае 1992 года Назарбаев поддержал создание Договора о нераспространении ядерного оружия.
В 1994 году Казахстан и США провели совместную секретную операцию «Сапфир», целью которого было предотвращение распространения ядерных материалов. В рамках операции из Казахстана в США было вывезено около 600 кг высокообогащённого урана, достаточного для создания нескольких ядерных боеголовок. Данный материал хранился на Ульбинском металлургическом заводе в Усть-Каменогорске.

### Политический кризис и роспуск Верховного Совета
В первые годы после провозглашения независимости, перед государством стояла задача над формированием новой государственной системы. В 1993 году была принята на IX сессии Верховного Совета Казахстана XII созыва Первая Конституция независимого Казахстана. Однако вскоре конституция показала свою неэффективность в условиях переходного периода страны и конфликта между Назарбаевым и Верховным Советом Казахстана в 1993 году. Вскоре 29 апреля 1995 года состоялся референдум о продлении сроков полномочия Президента Назарбаева до 1 декабря 2000 года. По официальным данным, в голосовании приняло участие больше 91 % граждан, имевших право голосовать, и больше 95 % из них высказались за продление полномочий. 30 августа 1995 года на референдуме была принята новая и действующая по сей день Конституция страны, которая усилила президентскую власть в стране, сформировала новый парламент, распустила Верховный Совет, а также установила двухпалатный парламент в государстве. В декабре того же года в стране прошли парламентские выборы.

### Введение тенге
Переход от плановой экономики к рыночной был сопряжён с серьёзными трудностями. 15 ноября 1993 года была введена новая валюта — тенге, что позволило проводить Казахстану самостоятельную денежно-кредитную политику, полностью отказавшись от своего предшественника — рубля.

### Перенос столицы
Одним из главных и значимых решений Назарбаева, стало перенесение столицы из Алма-Аты в Астану. Его замысел о строительстве новой столицы по его воспоминаниям возник у него уже в первые годы после независимости страны. 15 сентября 1995 года Назарбаев подписал указ «О столице Республики Казахстан», в котором он дал распоряжение образовать Государственную комиссию для организации работы по перемещению высших и центральных органов власти в город Акмолу. С 25 октября 1996 года по 30 августа 2002 года в Акмоле, вскоре с 1998 года в Астане, строили один из главных монументов и достопримечательностей страны — Байтерек. И уже 10 декабря 1997 года Акмола была объявлена новой столицей Казахстана, заменив Алма-Ату. 6 мая 1998 года новую столицу Казахстана переименовали в Астану.

### Административно-территориальная реформа (1997)
22 апреля 1997 года по инициативе Нурсултана Назарбаева прошла административно-территориальная реформа в Казахстане. Закон «О мерах по оптимизации административно-территориального устройства Республики Казахстан» привёл к следующим изменениям: Кокшетауская область была разделена между Акмолинской и Северо-Казахстанской областями, Талды-Курганская область вошла в состав Алматинской с центром в города Талды-Курган; Тургайская область вошла в состав Кустанайской; Джезказганская область вернулась в состав Карагандинской, а Семипалатинская вошла в состав Восточно-Казахстанской.

### Стратегия «Казахстан-2030»
В октябре 1997 года Нурсултан Назарбаев в своём послании народу страны объявил стратегию «Казахстан-2030», как процветание, безопасность и улучшение благосостояния всех казахстанцев" он огласил долгосрочный план по развитию республики до 2030 года. В программе были утверждены 7 долгосрочных приоритетов страны на этот период: 1) национальная безопасность, 2) внутриполитическая стабильность и консолидация общества, 3) экономический рост, базирующийся на открытой рыночной экономике с высоким уровнем иностранных инвестиций и внутренних сбережений, 4) здоровье, образование и благополучие граждан Казахстана, 5) энергетические ресурсы, 6) инфраструктура, в особенности транспорт и связь, 7) профессиональное государство. В стратегии впервые были чётко сформулированы долгосрочные цели развития страны и пути их достижения.

### Пенсионная реформа (1998)
20 июня 1997 года вышел закон Республики Казахстан от 20 июня 1997 года № 136-I О пенсионном обеспечении в Республике Казахстан. В 1998 году в стране стартовала пенсионная реформа. C 1 января 1998 года все работающие граждане в обязательном порядке отчисляют 10 % своих доходов в накопительный пенсионный фонд на индивидуальные пенсионные счета. Разработчиками пенсионной реформы были Григорий Марченко и Даулет Сембаев. Казахстан стал первой страной из Содружества Независимых Государств, осуществившая пенсионную реформу в стране.

## Второй президентский срок (1999—2005)

### Президентские выборы 1999 года
7 октября 1998 года Нурсултан Назарбаев подписал Закон о поправках в Конституцию, в результате которого был увеличен срок президентских полномочий президента с 5 до 7 лет, минимальный возраст президента был увеличен до 40 лет, отменена необходимость обязательного участия 50 % избирателей в президентских выборах, были также отменены ограничения по максимальному возрасту президента, одновременно с отменой аналогичного ограничения для всех государственных служащих Казахстана. Вслед за этим Назарбаев объявил о проведении досрочных президентских выборов на 10 января 1999 года, в результате которых глава государства одержал победу, набрав 79,78 % голосов избирателей. Однако ОБСЕ отказалось направлять наблюдателей, ссылаясь на многочисленные нарушения избирательного процесса. Среди прочего, организация указала на то, что формирование избирательных комиссий на всех уровнях находилось под контролем президента и назначенных местных чиновников. Его основной оппонент бывший председатель Верховного Совета Серикболсын Абдильдин, не признал официальные результаты данных выборов, утверждая, что они были сфальсифицированы.

### Создание партии «Отан»
12 февраля 1999 года несколько пропрезидентских партий объединились, образовав новую партию «Отан». На I учредительном съезде 1 марта того же года в партию влились Партия народного единства Казахстана, Демократическая партия Казахстана, Либеральное движение Казахстана и движение «За Казахстан-2030». На съезде присутствовало около 400 делегатов от всех регионов и областей страны, делегаты единогласно избрали президента Казахстана Нурсултана Назарбаева первым председателем партии «Отан». Однако Назарбаев предложил, чтобы бывший премьер-министр страны Сергей Терещенко исполнял обязанности партии, ссылаясь на конституционные ограничения, которые запрещают президенту быть полноправным членом политической партии. Однако тем не менее, Назарбаев оставался лидером партии «Отан».

### Парламентские выборы 1999 года

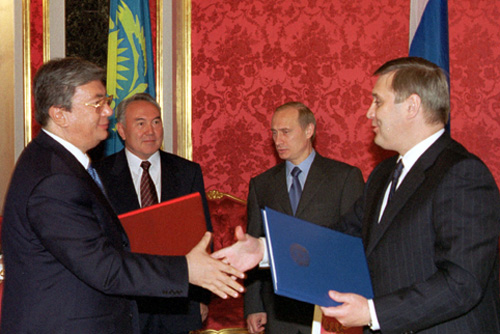
Нурсултан Назарбаев (сзади слева) с президентом России Владимиром Путиным (сзади справа), и премьер-министр России Михаил Касьянов (справа) с Касымом-Жомартом Токаевым (слева) в Москве, 19 июня 2000 года

В июле 1999 года Назарбаев подписал указ о проведении парламентских выборов. Новая партия «Отан» впервые принимала участие на парламентских выборах, получив 27 мест в Мажилисе. 1 октября 1999 года Назарбаев назначил Касыма-Жомарта Токаева на должность премьера-министра после отставки Нурлана Балгимбаева.

### Политические реформы
В мае 2001 года Назарбаев назначил Алтынбека Сарсенбаева который занимал пост министра культуры, информации и общественного согласия, секретарём Совета безопасности Республики Казахстан, заменив Марата Тажина, который стал председателем Комитета национальной безопасности страны. В январе 2002 года премьер-министр Казахстана Касым-Жомарт Токаев подал в отставку и был назначен министром иностранных дел. Новым премьером-министром страны стал Имангали Тасмагамбетов.
Однако правительство Тасмагамбетова столкнулось с противодействием парламента по вопросу приватизации земель, что привело к его отставке в июне 2003 года. Назарбаев назначил Даниала Ахметова новым премьером-министром страны.

### Скандал «Казахгейт» (2003—2014)
В апреле 2003 года американские прокуроры обвинили американского бизнесмена Гиффена в даче взятки Назарбаеву и Нурлану Балгимбаеву, бывшему премьер-министру Республики Казахстан, в целях обеспечения контрактов на нефть Тенгизского месторождения для западных компаний в 1990-х годах.
Скандал с Гриффеном вызвал дипломатическое напряжение между США и Казахстаном ввиду того, что Казахстан занимал ключевые позиции в региональной военной кампании США, начатой против международного терроризма. В те годы казахстанская сторона предоставляла американским военно-воздушным силам право пролёта и аварийной посадки на своей территории. В связи с этим представители казахстанской стороны в американском суде заявили, что для сохранения стратегического партнёрства между странами американцам придётся воздержаться от каких-либо обвинений в адрес президента Нурсултана Назарбаева. Также было указано, что судебные разбирательства в отношении Джеймса Гриффена будут рассматриваться казахстанскими официальными лицами как внутреннее дело Америки, касающееся гражданина США. Тем не менее, в марте 2004 года американская прокуратура объявила имена двух причастных к коррупционному сговору высокопоставленных лиц Казахстана. Ими оказались президент Назарбаев и экс-министр Нурлан Балгимбаев. Назарбаев отрицал свою причастность к этому делу и в мае 2004 года заявил, что не считает возможным давать комментарии по этому поводу.

## Третий президентский срок (2006—2011)

### Переизбрание и инаугурация
4 декабря 2005 года прошли президентские выборы, на которых Нурсултан Назарбаев был переизбран на третий срок, получив 91,15 % голосов избирателей. Церемония инаугурации прошла 11 января 2006 года в Астане, а также в день инаугурации песня «Менің Қазақстаным» (Мой Казахстан) впервые зазвучала в качестве Государственного гимна страны.

### Смена гимна
После распада Советского Союза Казахстан, наряду с Узбекистаном и Туркменистаном, продолжил использование советского республиканского гимна, но с изменённым текстом, который был написан в 1992 году.
9 мая 2000 года в стране проходила церемония возложения венков к памятнику воинам, после которой Нурсултан Назарбаев публично сказал, что необходимо заменить гимн, и дал данное поручение председателю Мажилиса Жармахану Туякбаю. Через несколько недель депутат Мажилиса Нурбах Рустемов выдвинул инициативу принять в повестку дня Мажилиса проект закона «Об изменении гимна Казахстана» на новый на стихи Назарбаева. Проект был принят к рассмотрению, однако после ряда публикаций в газетах был доказан факт плагиата 1995[что?] — стих «Қазағым менің», напечатанный в издательстве «Ана тілі» в 1998 году под авторством Назарбаева, отличался только заголовком от стиха «Елім менің», опубликованного в газете «Егемен Қазақстан» в 1996 году под авторством Туманбая Молдагалиева. 28 июня 2001 года президент страны прислал на заседание двух палат парламента письмо с просьбой снять вопрос с повестки дня, за что депутаты проголосовали единогласно.
7 января 2006 года Парламент Казахстана утвердил новый гимн, основанный на песне «Менің Қазақстаным» написанной в 1956 году композитором Шамши Калдаяковым и поэтом Жумекеном Нажимеденовым. По инициативе президента Назарбаева в текст песни были внесены некоторые изменения, после чего она была официально утверждена в качестве государственного гимна страны. А также были изменены правила прослушивания гимна. При исполнении гимна на официальных церемониях присутствующие граждане Казахстана должны вставать и прикладывать ладонь правой руки к левой стороне груди. Кроме этого, в начале и при окончании государственной программы и телевидения ежедневно, в различные государственные праздники, в новогоднюю ночь должен исполнятся государственный гимн страны. И также гимн исполняется при различных мероприятиях и открытиях достопримечательностей, и объектов.
В письме к Парламенту Назарбаев отметил, что действующий гимн не пользуется популярностью среди граждан, тогда как новый гимн «Менің Қазақстаным» давно признана народным гимном страны. Он также подчеркнул необходимость официального утверждения этого статуса, предложив внести некоторые коррективы в текст песни. Вскоре после обсуждения Парламент Казахстана принял решение, что авторами нового гимна являются музыка композитора Шамши Калдаякова на слова Жумекена Нажимеденова (1956) и Нурсултана Назарбаева (2005).

### Взрыв на шахте имени Ленина (Шахтинск)
20 сентября 2006 года на шахте имени Ленина в Карагандинской области произошёл взрыв метана, приведший к гибели 41 шахтёра. Это стало одной из крупнейших промышленных катастроф в современной истории Казахстана. Нурсултан Назарбаев выразил соболезнования семьям погибших и поручил правительству провести тщательное расследование причин аварии. Кроме этого, в стране был объявлен трёхдневный траур в связи с данной катастрофой. В результате расследования были выявлены грубые нарушения техники безопасности, а также приняты меры по усилению контроля за условиями труда на угольных предприятиях страны.

### Укрепление партии «Нур Отан» и политические реформы

Мажилис партии «Нур Отан» 2007 года

В 2006 году партия «Отан» усилила свои позиции объединившись с Республиканской партией «Асар» (возглавляемой дочерью Назарбаева Даригой), Гражданской партией Казахстана и Аграрной партией Казахстана, а также в декабре 2006 года партия сменила название на народно-демократическую партию «Нур Отан». Назарбаев поддержал данный процесс, подчеркнув необходимость создания меньшего числа, но более сильных партий, способных эффективно защищать интересы населения государства. В результате общая численность обновленной партии приблизилась к более 1 миллиону человек, что сделало ее партийным гигантом, ведь такой массовой и большой партии за всю историю независимого Казахстана еще не было.
В январе 2007 года Назарбаев отправил в отставку премьер-министра Даниала Ахметова и назначил на его место Карима Масимова.
В августе 2007 года на парламентских выборах партия «Нур Отан» получила все места в Мажилисе, что вызвало критику со стороны международных организаций и внутренних групп. В ответ на это Казахстан внёс поправку, позволяющую двухпартийную систему в стране, согласно которой любая партия, занявшая второе место на выборах, независимо от преодоления 7 % барьера, гарантированно получает представительство в парламенте.
21 мая 2007 года в конституцию страны вновь были внесены изменения, в том числе касающиеся поста президента. Снова было введено правило, что один и тот же человек не может занимать пост президента более двух сроков подряд, сам срок исполнения полномочий президента был уменьшен до 5 лет (ранее было 7 лет), было введено правило, что президент должен постоянно проживать в Казахстане последние 15 лет (ранее время проживания в Казахстане никак не определялось, только его срок). А также первый президент Казахстана, которым являлся Нурсултан Назарбаев с введения данной поправки теперь мог руководить страной неограниченное количество сроков. Данное изменение касалось только Нурсултана Назарбаева и на преемников оно не распространялось.

### Финансовый кризис (2007—2010)
В период с 2007 по 2010 год Казахстан столкнулся с серьёзным финансово-экономическим кризисом, который негативно повлиял на экономику страны, вызванным глобальным кризисом ликвидности и падением цен на сырьевые товары. Кризис особенно сильно ударил по банковскому сектору Казахстана, который ранее активно привлекал иностранные кредиты для финансирования строительского бума и потребительского кредитования. И в результате, несколько крупных банков оказались на грани банкротства. На рынке недвижимости произошло падение цен в связи с которым многие стройки были заморожены, на местах, расчищенных под строительство в центрах городов были временно организованы парки и проспекты, улицы, достопримечательности, памятники Великих людей.
15 ноября 2007 года Нурсултан Назарбаев заявил, что «в Казахстане нет кризиса. Есть только отдельные кризисные явления в некоторых секторах экономики. В стране продолжается рост ВВП.» Чтобы подавить ненужные слухи выделяется $4 млрд дабы завершить строительство жилищных объектов в Астане, оказать поддержку малому и среднему бизнесу, и рефинансировать индустриальные и инфраструктурные объекты.
13 октября 2008 года по указу Нурсултана Назарбаева был создан АО «Фонд национального благосостояния „Самрук-Казына“».
Под руководством Нурсултана Назарбаева правительство Казахстана приняло ряд антикризисных мер. В 2009 году в Казахстане была запущена программа финансовой стабилизации, в рамках которой государственный фонд «Самрук-Казына» выделил средства на поддержку крупнейших банков, включая БТА Банк и Альянс Банк, которые были частично национализированы правительством.
В ответ на глобальный экономический кризис, начавшийся в 2008 году, Назарбаевым была инициирована новая экономическая политика Казахстана «Нұрлы Жол». Программа антикризисных мероприятий была сконцентрирована на 5 основных направлениях: стабилизации финансового сектора; решении проблем на рынке недвижимости; поддержке малого и среднего бизнеса; стимулировании агропромышленного комплекса; реализации индустриальных и инфраструктурных проектов. Одной из важных задач антикризисной программы стала социальная защита населения, включая сдерживание инфляции и роста цен на основные продукты питания, повышение заработной платы работникам бюджетной сферы, повышение социального обеспечение незащищенных слоев населения: пенсионеров, инвалидов, сирот, путём повышения пенсий по возрасту, пенсий по инвалидности, пособий по утере кормильца.
Благодаря принятым мерам страна сумела выйти из кризиса. Уже в 2010 году экономика Казахстана вернулась к росту, а в последующие годы продолжилась диверсификация экономики и реформирование финансового сектора.

### Астанинский экономический форум (с 2008)

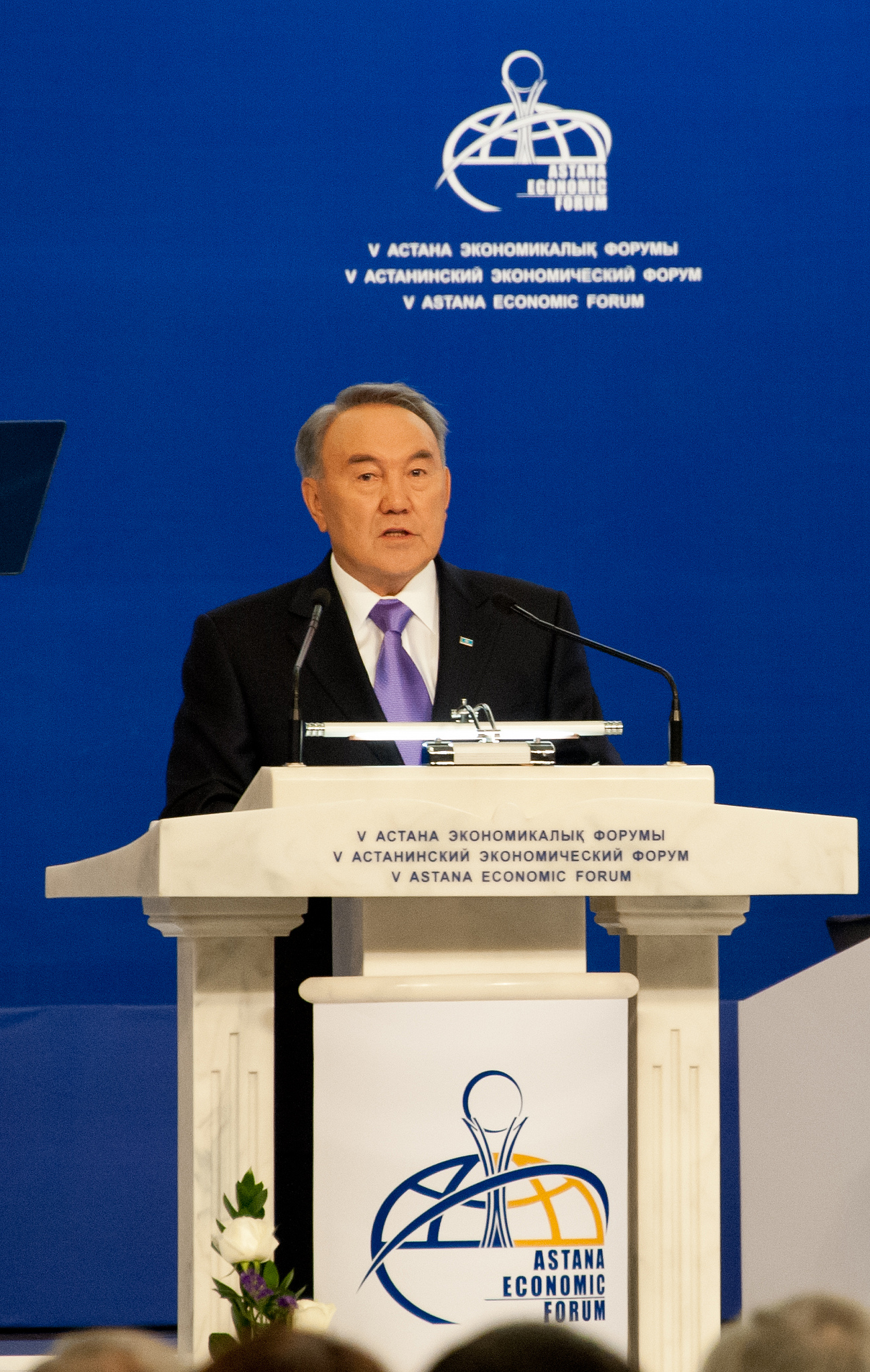
Нурсултан Назарбаев на открытии Астанинского экономического форума 2013 года

В июне 2007 года Нурсултан Назарбаев предложил создать Евразийский клуб учёных, чтобы помочь с экономической интеграцией Евразийского сообщества и развивать международное экономическое сотрудничество. Евразийский экономический клуб ученых Ассоциации был создан 27 июня 2008 года Министерством экономики и бюджетного планирования Казахстана и Экономическим научно-исследовательским институтом.
Цель создания форума заключается в формировании международной беспристрастной площадки, где мировые эксперты-экономисты могут обсудить вопросы экономического развития, как отдельно Центрально-Азиатского региона, так и всего мирового пространства, в условиях изменений глобальной экономики.
Создание такой диалоговой площадки как Астанинский Экономический форум было продиктовано временем. Мировая экономика претерпевает ряд изменений и АЭФ стал единой платформой, на которой обсуждаются наиболее острые экономические и социально-важные вопросы. Более того, данный форум является практическим инструментом для бизнеса, позволяющий преодолевать географические и информационные границы. Ежегодно форум собирает более 5000 делегатов из 80 стран мира.

### Титул «Елбасы — Лидер нации»
12 мая 2010 года депутаты Мажилиса — нижней палаты парламента Казахстана единогласно приняли поправки в пакет законопроектов, наделяющих президента Назарбаева статусом лидера нации. 13 мая 2010 года Сенат Казахстана (верхняя палата) парламента утвердил поправки в законодательство, которые придают президенту Нурсултану Назарбаеву статус «лидера нации». 3 июня того же года Назарбаев отказался подписывать проект, но, тем не менее, не наложил на него вето. В соответствии с лазейками в казахстанском законодательстве закон, не подписанный, но и не возвращённый президентом в парламент, начинает действовать спустя 30 дней после поступления на подпись президенту. Таким образом, титул «Елбасы» Назарбаев официально получил в июне 2010 года. В 2023 году титул «Елбасы» был полностью отменён.

## Четвёртый президентский срок (2011—2015)

### Победа на выборах и четвёртая инаугурация

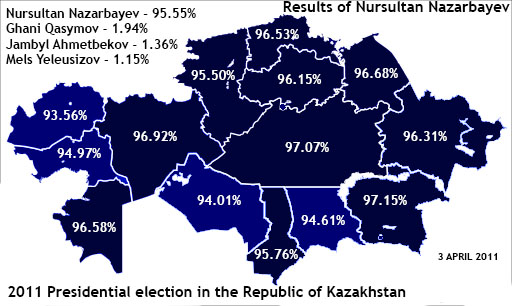
Результаты президентских выборов в Казахстане 2011 года

3 апреля 2011 года в Казахстане состоялись досрочные президентские выборы, на которых Нурсултан Назарбаев был переизбран на четвёртый срок, набрав 95,5 % голосов избирателей. Четвёртая инаугурация президента состоялась 8 апреля 2011 года во Дворце Независимости в Астане.

### Протесты в Мангистауской области
16 декабря 2011 года в Мангистауской области на юго-западе Казахстана произошли массовые протесты работников нефтяных компаний, которые требовали увеличения заработной платы. В городе Жанаозен во время празднования 20-летия независимости Казахстана произошли столкновения протестующих с правоохранительными органами. Сотрудники открыли огонь, в результате чего по меньшей мере 15 безоружных мирных жителей были убиты и почти 100 ранены. Президент Назарбаев отреагировал на эти события. Он выступил с обращением к народу, в котором он сообщил о введении режима чрезвычайного положения в Жанаозене и создании государственной комиссии для расследования данного инцидента. Он подчеркнул, что виновные будут привлечены к ответственности и о поддержке пострадавших, восстановления порядка и стабильности в регионе.

### Массовое убийство на погранпосту «Арканкерген»
Около 5 часов утра 28 мая 2012 года на пограничном посту «Арканкерген» на казахстанско-китайской границе в Алакольском районе Алматинской области произошло массовое убийство, в результате которого погибли 14 пограничников и один егер. Единственным выжившим оказался рядовой Владислав Челах, который впоследствии был арестован и осуждён за убийства.
Назарбаев после случившегося заявил, что трагедия требует тщательного расследования и что виновные должны быть строго наказаны. Под его поручением были созданы оперативные группы для выяснения обстоятельства происшествия. Президент также выразил соболезнования семьям погибшим и заявил, что инцидент является чрезвычайным происшествием для системы национальной безопасности.
1 июня Нурсултан Назарбаев провёл совещание с руководителями правоохранительных органов в связи с инцидентом на пограничном посту «Арканкерген». По его поручению была создана специальная комиссия для расследования данного события, главной военной прокуратурой было возбуждено уголовное дело. На совещании Назарбаев назвал инцидент «террористическим актом»
4 июня Нурсултан Назарбаев объявил однодневный национальный траур (5 июня) в связи с инцидентом. 5 июня в связи с объявленным трауром по погибшим пограничникам в казахстанских электронных СМИ не транслировались развлекательные программы и реклама, на половину высоты флагштока были приспущены флаги, повсеместно коллективы учреждений и организаций, начиная с Правительства Казахстана, минутой молчания почтили память погибших пограничников. В распространённом заявлении президент сообщил:
Трагедия на пограничном посту «Арканкерген» Алматинской области, в результате которой погибли 15 человек, не оставила равнодушным ни одного казахстанца. По моему поручению сейчас ведётся следствие. На месте события работает специальная комиссия. Специалисты, комиссия сделают свои выводы, мы разберёмся в произошедшем, будут найдены организаторы и исполнители. Виновные в этой трагедии понесут заслуженное наказание. В то же время, пограничники погибли на посту, когда несли службу по охране рубежей нашей страны, оберегали покой и безопасность всех казахстанцев. Свои молодые жизни они отдали во имя мира и будущего Казахстана. Правительство по моему поручению оказывает необходимую помощь и поддержку семьям погибших. Эта трагедия стала горем не только для семей и родственников погибших, но и всех казахстанцев. В этой связи я объявляю однодневный национальный траур.
Вечером 4 июня был найден и задержан 15-й пограничник — Владислав Челах который во время первого допроса признался в убийстве 15 человек и сожжении поста. 1 октября Владиславу Челаху было предъявлено обвинение по 8 статьям уголовного кодекса Казахстана, а именно: «Убийство двух и более лиц», «Похищение личных вещей», «Похищение секретных документов», «Похищение оружия», «Незаконное ношение оружия», «Повреждение военного имущества», «Дезертирство» и «Незаконное вторжение в чужое жилище». 11 декабря 2012 года суд признал Владислава Челаха виновным в совершении преступлений и приговорил его к пожизненному заключению.
После трагедии в стране был усилен контроль за пограничными войсками, проведена реорганизация службы, а также пересмотрены нормы отбора и психологического тестирования военнослужащих.

### Стратегия и движение «Казахстан 2050»
6 декабря 2012 года Назарбаев инициировал программу «Казахстан 2050д», направленную на вхождение страны в число 30 наиболее развитых стран мира. Стратегия предусматривала модернизацию экономики, развитие человеческого капитала и укрепление государственного управления; и инициировала создание одноимённого движения.

## Пятый президентский срок (2015—2019)

### Переизбрание и инаугурация

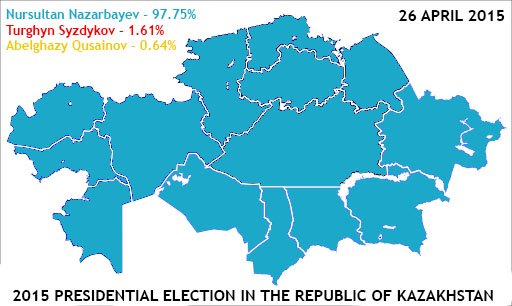
Результаты президентских выборов в Казахстане 2015 года

26 апреля 2015 года в Казахстане состоялись досрочные президентские выборы, на которых Нурсултан Назарбаев был переизбран на пятый срок, ставший последним для него, набрав 97,75 % голосов избирателей. Инаугурация состоялась 29 апреля 2015 года. Чуть позже на своей пресс-конференции он заявил: «Я сказал, что извиняюсь, что для супердемократических государств эти цифры неприемлемы — 95 % участия, более 97 % за меня. Но я ничего не мог сделать. Если бы я вмешался, я был бы недемократичным». Наблюдатели ОБСЕ отметили значительные нарушения во время выборов, включая проблемы с процессом голосования и подсчёта голосов, случаи вброса бюллетеней, отсутствие реальной конкуренции со стороны оппозиции и ограничения свободы слова.

### Земельные протесты
В начале 2016 года было объявлено о планах выставить на аукционы 1,7 миллиона гектаров сельскохозяйственных земель. Это вызвало небольшие протесты по всей стране, где участники выражали обеспокоенность возможной продажей земли иностранным покупателям, особенно из Китая. Назарбаев назвал эти опасения «необоснованными» и заявил, что провокаторы будут выявлены и привлечены к ответственности.

### Поправки к Конституции
В январе 2017 года Назарбаев инициировал конституционные реформы, нацеленные на увеличение роли парламента в принятии решений. Он охарактеризовал это как «логичный и последовательный шаг в развитии государства». 5 марта 2017 года парламент одобрил ряд изменений в Конституцию, которые предусматривали, что президент больше не имеет права игнорировать парламентские вотумы недоверия, а законодательная власть получила право формировать правительство и определять государственные программы и политику. Эти реформы рассматривались как шаг к обеспечению плавной передачи власти.

### Астанинский саммит ШОС (2017)
В Астане в третий раз прошёл 17-й саммит ШОС, 8—9 июня 2017 года, в здании Дворца Независимости. Проведение саммита совпало с предстоящим открытием международной специализированной выставки «ЭКСПО-2017» в Астане. В результате саммита Индия и Пакистан стали полноправными членами организации. До этого именовавшаяся «шанхайской шестёркой» вступила в новый этап своего институционального развития уже как «шанхайская восьмёрка».

## Отставка
19 марта 2019 года Нурсултан Назарбаев объявил о своей отставке спустя почти 30 лет правления. Он сообщил, что передаёт полномочия Касыму-Жомарту Токаеву, который на тот момент занимал должность председателя Сената парламента Республики Казахстан. Назарбаев также подчеркнул, что это был шаг частью продолжения мирной передаче власти, направленного для обеспечения стабильности в стране. После отставки он сохранил за собой ключевые политические позиции до 2023 года.

## Внешняя политика

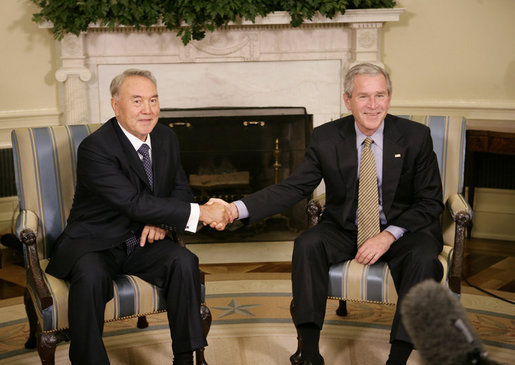
Встреча Назарбаева с президентом США Джорджем Бушем-младшим

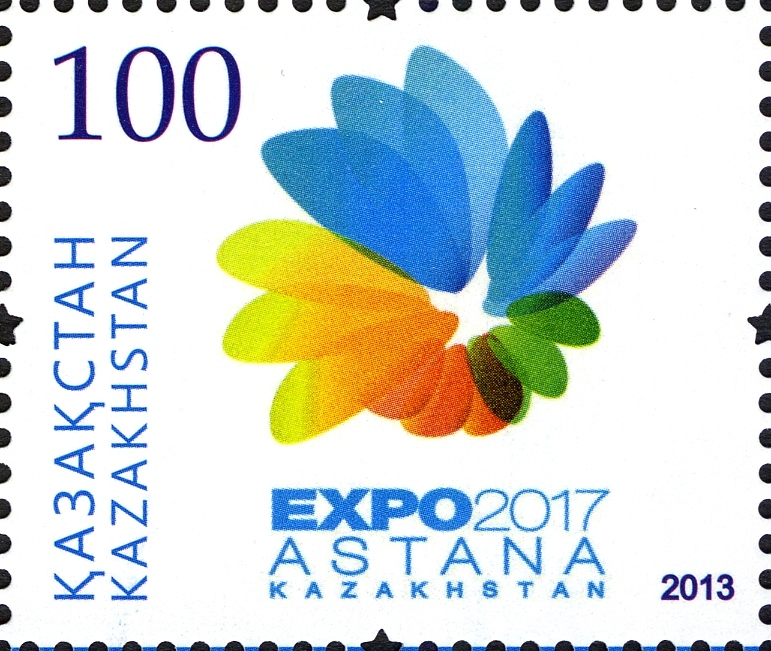
Почтовая марка Казахстана, посвящённая EXPO-2017, 2013 год

Одним из первых указов Нурсултана Назарбаева, стало закрытие Семипалатинского испытательного полигона в Семипалатинске. 29 августа 1991 года указом президента Казахской ССР Семипалатинский полигон был закрыт и ядерные испытания на нём были полностью прекращены. Кроме этого, первым действием его президентства был отказ страны от ядерного оружия и введение нейтральной политики.
В 1990-х годах Назарбаев объявил о развитии дипломатических и дружественных отношений со всеми странами, которые играют большую и существенную роль в различных мировых делах. За годы его президентства Казахстан установил дипломатические отношения более чем с 130 государствами.
Казахстан принимал активное участие в Шанхайской Организации Сотрудничества сразу после основания договора. Страна также была участником и активно принимала своё участие в ОДКБ и СНГ. Назарбаев дважды был Председателем Совета глав государств СНГ, с 20 мая 2006 года по 5 октября 2007 года и с 1 января по 31 декабря 2015 года. Казахстан стал участником Всемирной торговой организации 30 ноября 2015 года, став 162-м членом ВТО. Казахстан на данный момент стал последней присоединившийся страной из постсоветского пространства в данную организацию. В 2010 году Казахстан председательствовал в ОБСЕ, в 2011 году — в Организации исламского сотрудничества. Также страна была председателем ШОС в 2010—2011 годах.

### ЭКСПО-2017
В 2017 году в столице страны Астана с участием более 115 стран и 22 международных организаций была проведена Всемирная выставка ЭКСПО-2017, посвящённая теме альтернативной энергетики. Данную выставку посетили более 4 миллионов людей из которых полмиллиона приехали из других стран. После завершения выставки на её месте проведения был открыт Международный финансовый центр «Астана».

## Оценки итогов правления
Мнения об итогах правления Нурсултана Назарбаева смешаны. Многие считают его правление положительным, а многие отрицательным.

### Положительные мнения
Многие считают, что при правлении Нурсултана Назарбаева, экономика страны значительно увеличилась, а бедность уменьшилась. Также о Назарбаеве говорят как о миротворце, который смог наладить дипломатические и дружественные отношения с другими странами и державами. При нём был закрыт Семипалатинский полигон и полный отказ страны от ядерного оружия и боеголовок. Поэтому многие говорят о нём как о миротворце и строителе страны.

### Критика
Многие отмечают, что при правлении Нурсултана Назарбаева, развивался культ личности Назарбаева. Многие считают, что в период его правления, страна приблизилась к авторитарному режиму, который также характеризовался культом личности лидера, серьезными нарушениями прав человека и свободы, подавлением инакомыслия и критики, проведением несвободных и несправедливых выборов.